# Prêmio Quem de melhor ator de televisão
O Prêmio Quem de melhor ator de televisão é um dos prêmios oferecidos durante a realização do Prêmio Quem de Televisão realizado pela Revista Quem, destinado ao melhor ator da televisão brasileira.

## Resumo
- Ator com mais prêmios: Bruno Gagliasso (2).
- Ator com mais indicações: Cauã Reymond (5), Tony Ramos, Rodrigo Lombardi e Murilo Benício (4), Mateus Solano, Alexandre Nero, Gabriel Braga Nunes, Antônio Fagundes, Bruno Gagliasso e Domingos Montagner (3) e Lázaro Ramos, Selton Mello, Humberto Martins, Sérgio Guizé e Rafael Cardoso (2).
- Ator mais jovem a ganhar: Bruno Gagliasso aos 27 anos por Caminho das Índias (2009).
- Ator mais jovem a ser indicado: Humberto Carrão aos 22 anos por Sangue Bom (2013).
- Ator mais velho a ganhar: Norival Rizzo aos 56 anos por 9mm: São Paulo (2008).
- Ator mais velho a ser indicado: Walmor Chagas aos 79 anos por Mutantes: Promessas de Amor (2009).
- Ator que ganhou o prêmio póstumo: Domingos Montagner por Velho Chico (2016).

## Vencedores e indicados
| Ano  | Vencedores                                | Indicados |
| ---- | ----------------------------------------- | --- |
| 2007 | Wagner Moura - (Paraíso Tropical)         | — |
| 2008 | Norival Rizzo - (9mm: São Paulo)          | - Ary Fontoura - (A Favorita) - Antônio Fagundes - (Duas Caras) - Caio Blat - (Ciranda de Pedra) - Daniel Dantas - (Ciranda de Pedra) - Paulo Gorgulho - (Ciranda de Pedra) - Murilo Benício - (A Favorita) |
| 2009 | Bruno Gagliasso - (Caminho das Índias)    | - Mateus Solano - (Viver a Vida) - Rodrigo Lombardi - (Caminho das Índias) - Tony Ramos - (Caminho das Índias) - Lázaro Ramos - (Decamerão - A Comédia do Sexo) - Felipe Camargo - (Som & Fúria) - Walmor Chagas - (Mutantes: Promessas de Amor) |
| 2010 | Murilo Benício - (Ti Ti Ti)               | - Alexandre Borges - (Ti Ti Ti) - Alexandre Nero - (Escrito nas Estrelas) - Cauã Reymond - (Passione) - Selton Mello - (A Cura) - Tony Ramos - (Passione) |
| 2011 | Bruno Gagliasso - (Cordel Encantado)      | - Cauã Reymond - (Cordel Encantado) - Dalton Vigh - (Fina Estampa) - Gabriel Braga Nunes - (Insensato Coração) - Mateus Solano - (Morde & Assopra) - Marcos Pasquim - (Morde & Assopra) - Murilo Benício - (Força-Tarefa) - Marco Ricca - (O Astro) - Rodrigo Lombardi - (O Astro) |
| 2012 | Gabriel Braga Nunes - (Amor Eterno Amor)  | - Antônio Fagundes - (Gabriela) - Humberto Martins - (Gabriela) - Marcelo Serrado - (Gabriela) - Murilo Benício - (Avenida Brasil) - Ricardo Tozzi - (Cheias de Charme) - Thiago Fragoso - (Lado a Lado) |
| 2013 | Mateus Solano - (Amor à Vida)             | - Antonio Fagundes - (Amor à Vida) - Domingos Montagner - (Salve Jorge) - Gabriel Braga Nunes - (Saramandaia) - Humberto Carrão - (Sangue Bom) - Marco Pigossi - (Sangue Bom) - Sérgio Guizé - (Saramandaia) - Sérgio Mamberti - (Flor do Caribe) |
| 2014 | Irandhir Santos - (Meu Pedacinho de Chão) | - Alexandre Nero - (Império) - Cauã Reymond - (O Caçador) - Humberto Martins - (Em Família) - Marco Nanini - (A Grande Família) - Murilo Benício - (Geração Brasil) - Osmar Prado - (Meu Pedacinho de Chão) - Rodrigo Lombardi - (Meu Pedacinho de Chão) - Tony Ramos - (O Rebu) |
| 2015 | Alexandre Nero - (A Regra do Jogo)        | - Cauã Reymond - (A Regra do Jogo) - Diogo Vilela - (Pé na Cova) - Domingos Montagner - (Sete Vidas) - Guilherme Winter - (Os Dez Mandamentos) - Lázaro Ramos - (Mister Brau) - Luis Melo - (Além do Tempo) - Rafael Cardoso - (Além do Tempo) - Reynaldo Gianecchini - (Verdades Secretas) - Rodrigo Lombardi - (Verdades Secretas) - Tonico Pereira - (A Regra do Jogo) - Tony Ramos - (A Regra do Jogo) |
| 2016 | Domingos Montagner - (Velho Chico)        | - Antônio Fagundes - (Velho Chico) - Bruno Gagliasso - (Sol Nascente) - Cauã Reymond - (Justiça) - Rafael Cardoso - (Sol Nascente) - Rodrigo Santoro - (Velho Chico) - Selton Mello - (Ligações Perigosas) - Sérgio Guizé - (Êta Mundo Bom!) - Vladimir Brichta - (Justiça) |